# خارابالي
خارابالي (بالروسية: Харабали) هي إحدى مدن روسيا في الكيان الفدرالي الروسي أستراخان أوبلاست.